# KMGホールディングス硬式野球部
KMGホールディングス硬式野球部（ケーエムジーホールディングスこうしきやきゅうぶ）は、福岡県福岡市に本拠地を置き、日本野球連盟に加盟している社会人野球の企業チームである。
他の自動車会社のチームは自動車メーカーが生産工場単位で運営しているのがほとんどだが（三菱自動車岡崎など）、このチームは福岡県内の三菱自動車のディーラー（九州三菱自動車販売）が運営している。九州三菱自動車硬式野球部時代にチームの略称の一つとして「自販（じはん）」があったのもこのためである。

## 概要
1984年に『九州三菱自動車硬式野球部』として創部して以来、積極的な補強で九州の強豪に肩を並べるまでになった。
選手自身も営業として販売業務を行い、純粋な企業チームとしては珍しくフルタイムに近い就業と野球を両立させている。2001年までに4人のプロ野球選手を誕生させたが、2003年以降は野球部の活動を縮小することとなった。
その制約の中、2003年には日本選手権に初出場を果たした（2回戦敗退）。2004年には九州代表決定戦で2連敗し出場を逃したが、2005年の日本選手権では驚異の粘りでベスト8入りを果たした。この大会では重石勝司外野手（田川工業高 - 九州産業大学）が打率.667で首位打者賞を受賞している。
2009年は、日本選手権予選で九州第1代表となり本戦へ出場した。
2010年には、都市対抗野球予選で第1代表決定戦に駒を進め、その試合では敗れたが次戦で勝ち、創部から四半世紀を経て大舞台への初出場を決めた（1回戦敗退）。福岡市のチームの本大会出場は1949年の第20回都市対抗野球大会での西日本鉄道以来61年ぶりであった。その後2015年には西部ガスが初出場しており、2017年には西部ガスが九州第1代表、九州三菱自動車が第3代表で（当時九州の本大会出場枠は3つあった）史上初めて福岡市から2チームが本大会に出場した。
都市対抗野球大会の本戦には、例年チームの主力投手が補強選手として出場している。1999年には、松本真一（東海大二高）が三菱重工長崎の補強選手として準優勝に貢献した。2002年には、平野佑介（水俣高 - 九州東海大学）がホンダ熊本の補強選手として活躍、こちらも準優勝に貢献して久慈賞・若獅子賞・優秀選手賞の三賞を同時受賞した。幸松司（敬徳高 - 九州産業大学）も2008年に熊本ゴールデンラークス・2009年に三菱重工長崎の補強選手としてそれぞれ出場している。
2015年からは、前年に福岡ソフトバンクホークスの二軍投手チーフコーチを務めていた山内孝徳が投手チーフコーチに就任。2016年からは、同球団出身の元プロ野球選手を九州三菱自動車の正社員として採用したうえで、野球部のメンバーに加えている。
2022年1月、チーム名を『KMGホールディングス硬式野球部』に変更した。

## 主要大会の出場歴・最高成績
- 都市対抗野球大会 - 出場4回
- 社会人野球日本選手権大会 - 出場6回、8強2回（2005年、2009年）
- JABA徳山(スポニチ)大会 - 優勝2回（2002年、2003年）

## 主な出身プロ野球選手
- 重村義則（投手） - 1986年ドラフト外で近鉄バファローズに入団
- 古賀豪紀（外野手） - 1988年ドラフト外でオリックス・ブレーブスに入団
- 広瀬真二（投手） - 1988年ドラフト外で福岡ダイエーホークスに入団
- 服部文夫（投手） - 1991年ドラフト6位で千葉ロッテマリーンズに入団
- 帆足和幸（投手） - 2000年ドラフト3位で西武ライオンズに入団
- 有銘兼久（投手） - 2001年ドラフト3位で大阪近鉄バファローズに入団
- 有吉優樹（投手） - 2016年ドラフト5位で千葉ロッテマリーンズに入団
- 大村孟（捕手） - 退団後、BCリーグの石川ミリオンスターズを経て、2016年育成選手ドラフト1位で東京ヤクルトスワローズに入団
- 谷川昌希（投手） - 2017年ドラフト5位で阪神タイガースに入団
- 寺岡寛治（投手） - 退団後、BCリーグの石川ミリオンスターズを経て、2017年ドラフト7位で東北楽天ゴールデンイーグルスに入団
- 知念広弥（投手） - 退団後、BCリーグの新潟アルビレックス・ベースボール・クラブを経て、2018年に台湾・中華職業棒球連盟の統一ライオンズに入団
- 木下里都（投手） - 2024年ドラフト3位で阪神タイガースに指名

## 元プロ野球選手の競技者登録
- 石井高雄（元：広島東洋カープ） - コーチ→退団
- 山内孝徳（元：福岡ダイエーホークス） - 投手チーフコーチ（2015～2016年）→退部
- 勧野甲輝（元：福岡ソフトバンクホークス、東北楽天ゴールデンイーグルス） - 内野手（2016年）→退部
- 加藤伸一（元：福岡ダイエーホークスほか） - 投手コーチ（2017年〜2021年）、監督（2022年〜）
- 湯上谷宏（元：福岡ダイエーホークスほか） - 守備走塁コーチ（2020年〜2023年）→退部
- 川口憲史（元：大阪近鉄バファローズ、東北楽天ゴールデンイーグルス） - 打撃コーチ（2020年〜2022年）→退部[3]
- 宮地克彦（元：福岡ダイエーホークスほか） - コーチ（2023年〜）
- 中原大樹（元：福岡ソフトバンクホークス） - コーチ（2024年〜）

## かつて所属していた主な選手
- 射手園眞一 - 選手として在籍。退団後、BASEBALL FIRST LEAGUE（現・関西独立リーグ (2代目)）球団のコーチや監督を務めた。